# Poimenski seznam evroposlancev iz Luksemburga
Poimenski seznam evroposlancev iz Luksemburga'.

## Seznam
| Ime                     | Stranka                                                | Mandat(i)       |
| Colette Flesch          | Evropska liberalna, demokratska in reformna stranka    | 1999-2004       |
| Robert Goebbels         | Stranka evropskih socialistov                          | 1999-2004 -2009 |
| Erna Hennicot-Schoepges | Evropska ljudska stranka - Evropski demokrati          | 2004-2009       |
| Astrid Lulling          | Evropska ljudska stranka - Evropski demokrati          | 1999-2004 -2009 |
| Lydie Polfer            | Skupina zavezništva liberalcev in demokratov za Evropo | 2004-2009       |
| Jacques Poos            | Stranka evropskih socialistov                          | 1999-2004       |
| Jacques Santer          | Evropska ljudska stranka - Evropski demokrati          | 1999-2004       |
| Jean Spautz             | Evropska ljudska stranka - Evropski demokrati          | 2004-2009       |
| Claude Turmes           | Skupina Zelenih-Evropska svobodna zveza                | 1999-2004 -2009 |